# 車持益
車持 益（くるまもち の ます、生没年不詳）は、奈良時代の貴族。姓は朝臣。官位は正五位下・主税頭。

## 経歴
『続日本紀』元明朝の和銅3年（710年）正月、平城遷都の直前の叙位で正六位下から従五位下に昇叙。それからしばらく記述が途絶えるが、元正朝の養老4年（720年）に従五位上に昇進し、同年、主税頭に任命されており、長屋王の変直後の神亀6年（726年）3月の授位で、正五位下と昇進している。

## 官歴
『続日本紀』による。
- 時期不詳：正六位下
- 和銅3年（710年）正月13日：従五位下
- 養老4年（720年）正月11日：従五位上。10月9日：主税頭。
- 神亀6年（729年）3月4日：正五位下